# Franky Vercauteren
François „Franky“ Vercauteren (* 28. října 1956, Molenbeek-Saint-Jean) je bývalý belgický fotbalista a současný trenér.
Hrál na postu útočníka, především za Anderlecht. Byl MS 1982 a 1986 a na ME 1984.

## Hráčská kariéra
Franky Vercauteren hrál na postu útočníka za Anderlecht, FC Nantes a Molenbeek. S Anderlechtem vyhrál 4× ligu, 2× PVP a 1× Pohár UEFA.
Za Belgii hrál 63 zápasů a dal 9 gólů. Byl MS 1982 a 1986 a na ME 1984.

## Trenérská kariéra
Vercauteren je i úspěšný trenér. S Anderlechtem a Genkem vyhrál celkem 3× ligu.

## Úspěchy

### Hráč
Anderlecht
- Belgická liga (4): 1980–81, 1984–85, 1985–86, 1986–87
- Belgický pohár (1): 1975–76
- PVP (2): 1975–76, 1977–78, finalista 1976–77
- Pohár UEFA (1): 1982–83, finalista 1983–84

Individuální
- Fotbalista roku belgické ligy (1): 1983

### Trenér
Anderlecht
- Belgická liga (2): 2005–06, 2006–07

Genk
- Belgická liga (1): 2010–11